# Tiago Dantas
Tiago Filipe Oliveira Dantas (* 24. Dezember 2000 in Lissabon) ist ein portugiesischer Fußballspieler. Der zentrale Mittelfeldspieler steht bei NK Osijek unter Vertrag.

## Karriere

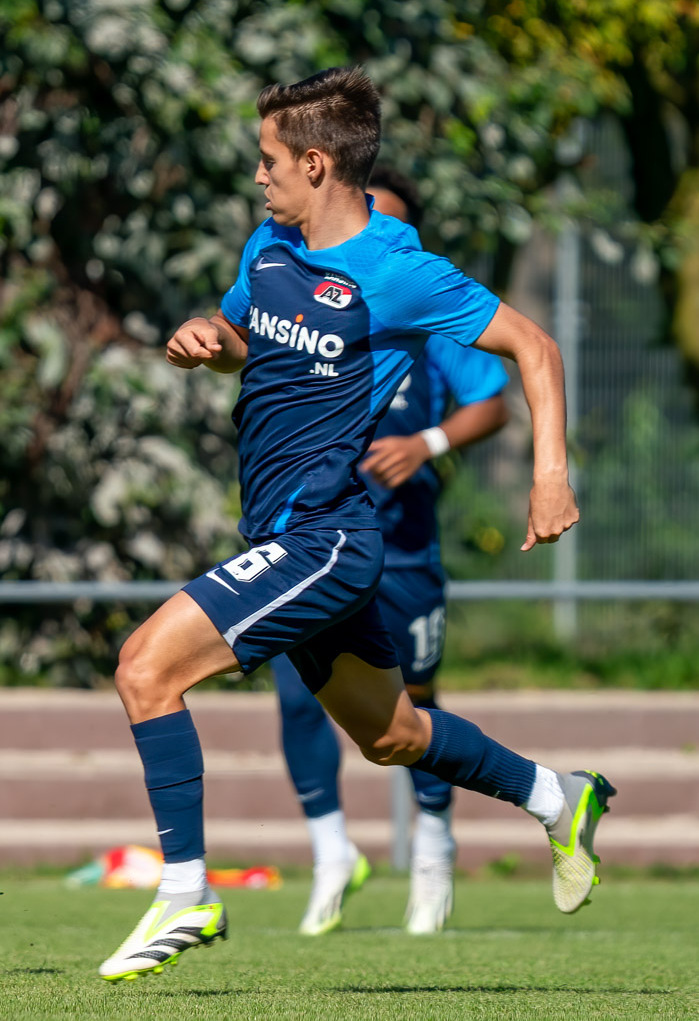
Dantas
im Trikot von AZ Alkmaar (2023)

### Vereine

#### Benfica Lissabon
Dantas kam 2010 zu Benfica Lissabon und durchlief dort fortan sämtliche Jugendmannschaften. Ab der Spielzeit 2018/19 sammelte er im Trikot der B-Mannschaft des Vereins Spielpraxis in der zweitklassigen Segunda Liga. Am 21. Dezember 2019 kam der Portugiese beim 2:2 gegen Vitória Setúbal im nationalen Ligapokal erstmals für die erste Mannschaft zum Einsatz. Zudem spielte er für die A-Jugend Benficas jeweils in der UEFA Youth League und erreichte mit ihr in der Spielzeit 2019/20 als Mannschaftskapitän das Finale, das mit 2:3 gegen Real Madrid verloren ging. Bis Anfang Oktober 2020 kam Dantas zu 49 Einsätzen in der Segunda Liga und erzielte 5 Tore.

#### FC Bayern München
Anfang Oktober 2020 wechselte der Mittelfeldspieler auf Leihbasis kurz vor dem Ende der Transferperiode bis zum Ende der Saison 2020/21 in die Bundesliga zum FC Bayern München. Dort zählte er zum Profikader von Hansi Flick und sammelte gelegentlich Spielpraxis in der zweiten Mannschaft in der 3. Liga. Für die Profimannschaft des FC Bayern kam er zu zwei Einsätzen in der Bundesliga. Bei der vom FC Bayern gewonnenen FIFA-Klub-Weltmeisterschaft 2020 in Katar, die aufgrund der weltweiten COVID-19-Pandemie erst im Februar 2021 stattfand, war er als Ersatzspieler mit im Kader. Von einer vertraglich vereinbarten Kaufoption machten die Münchener anschließend keinen Gebrauch.

#### Anschließende Leihen
Im Sommer 2021 kehrte Dantas zunächst nach Lissabon zurück, ehe er für die Saison 2021/22 an den portugiesischen Erstliga-Konkurrenten CD Tondela ausgeliehen wurde. In der Saison 2022/23 schloss sich eine Leihe an den griechischen Erstligisten PAOK Thessaloniki an. Für die Saison 2023/24 wurde ein Leihgeschäft mit anschließender Kaufoption mit dem niederländischen Erstligisten AZ Alkmaar vereinbart.

#### NK Osijek
Im Sommer 2024 wechselte Dantas fest nach Kroatien zum dortigen Erstligisten NK Osijek.

### Nationalmannschaft
Dantas debütierte als Nationalspieler am 1. April 2016 für die U16-Nationalmannschaft, die in Póvoa de Varzim das Länderspiel gegen die U16-Nationalmannschaft Norwegens mit 1:0 gewann. Seinen zweiten und letzten Einsatz in dieser Altersklasse hatte er am 3. April 2016 beim 2:0-Sieg über die U16-Nationalmannschaft der Schweiz an selber Stätte.
Am 2. und 4. Dezember 2016 bestritt er jeweils in Sarasota zwei Einsätze für die U17-Nationalmannschaft, beim 3:3 gegen die Auswahl Brasiliens und beim 2:0-Sieg über die Auswahl der Türkei.
Im Zeitraum vom 14. November 2018 bis zum 7. Juni 2019 war er achtmal für die U19-Nationalmannschaft aktiv, wobei ihm am 20. November 2018, bei der 1:2-Niederlage gegen die U19-Nationalmannschaft der Niederlande mit dem Treffer zum 1:1 in der 82. Minute sein erstes Länderspieltor gelang. Für die U20-Nationalmannschaft gelang ihm im ersten von insgesamt vier Spielen ebenfalls ein Tor.
Am 6. September 2021 gab er sein Debüt in der U21-Nationalmannschaft, die das erste Spiel der EM-Qualifikationsgruppe D mit 1:0 gegen die U21-Nationalmannschaft von Belarus in Amadora gewann. Im Sommer 2023 nahm er mit dem Team als Mannschaftskapitän an der U21-Europameisterschaft teil, bei der die Portugiesen im Viertelfinale gegen England ausschieden.

## Erfolge
- Deutscher Meister 2021
- Klub-Weltmeister 2020 (ohne Einsatz)